# Oxyopes badhyzicus
Oxyopes badhyzicus är en spindelart som beskrevs av Mikhailov och Victor Fet 1986. Oxyopes badhyzicus ingår i släktet Oxyopes och familjen lospindlar. Inga underarter finns listade i Catalogue of Life.